# Foivre
La Foivre est une rivière française du département des Ardennes de la région Grand-Est, en ancienne région Champagne-Ardenne et un affluent droit de l'Aisne, c'est-à-dire un sous-affluent de la Seine par l'Oise.

## Géographie
De 21,7 kilomètres de longueur, le Foivre prend sa source sur la commune de Neuvizy, juste au sud du village, à 204 mètres d'altitude. Il s'appelle dans cette partie haute, le ruisseau de l'Aunoie, sur la commune de Neuvizy  puis s'appelle le ruisseau de Buissonwé  sur les deux communes suivantes de Villers-le-Tourneur, et Vaux-Montreuil.
Le Foivre coule globalement du nord vers le sud, avec approximativement un arc de cercle vers l'est.
Le Foivre conflue, en rive droite de l'Aisne, sur la commune de Givry, à 81 mètres d'altitude. Il s'appelle aussi le Migny près de la Confluence pour Géoportail.
Les cours d'eau voisins sont, dans le sens des aiguilles d'une montre, la Vence au nord-ouest, au nord-est, le ruisseau de Saint-Lambert à l'est, l'Aisne au sud-est, au sud et au sud-ouest, le ruisseau de Saulces à l'ouest.

### Communes et cantons traversés
Dans le seul département des Ardennes (08), le Foivre traverse les dix communes suivantes, dans le sens amont vers aval, de Neuvizy (source), Villers-le-Tourneur, Vaux-Montreuil, Wignicourt, Chesnois-Auboncourt, Sorcy-Bauthémont, Écordal, Charbogne, Alland'Huy-et-Sausseuil, Givry (confluence).
Soit en termes de cantons, le Foivre traverse deux cantons, prend source dans le canton de Signy-l'Abbaye, conflue dans le canton d'Attigny, le tout dans les arrondissements de Rethel et de Vouziers.

### Bassin versant
Le Foivre traverse une seule zone hydrographique L'Aisne du confluent du ruisseau Saint Lambert (exclu) au confluent de Foi (H125) pour une superificie de 2 941 km2. Le bassin versant est composé à 68,33 % de « territoires agricoles », à 29,68 % de « forêts et milieux semi-naturels », à 1,61 % de « territoires artificialisés », à 0,28 % de « surfaces en eau », à 0,10 % de « zones humides ».

### Organisme gestionnaire
L'organisme gestionnaire est l'EPTB Entente Oise-Aisne, reconnue EPTB depuis le 15 avril 2010, sis à Compiègne. Le Foivre fait partie du secteur hydrographique de l'Aisne moyenne.

## Affluents
Le Foivre a deux tronçons affluents référencés :
- le ruisseau d'Hagnicourt ou ruisseau de Naize (rg) 6,3 km, sur les quatre communes de Mazerny, Hagnicourt, Vaux-Montreuil, Wignicourt, avec deux affluents :
  - le ruisseau de Nau Fontaine ou Naue Fontaine selon Géoportail (rg), 1,1 km sur les deux communes de Mazerny (source), Hagnicourt (confluence),
  - le ruisseau de Bougnicourt (rd), 2,8 km sur les quatre communes de Villers-le-Tourneur, Hagnicourt, Vaux-Montreuil et Wignicourt.
- le ruisseau de la Chateleine (rd), 4,1 km sur les trois communes de Vaux-Montreuil, Puiseux, Chesnois-Auboncourt,

Le rang de Strahler est donc de trois.